# 田中省三
田中 省三（たなか せいぞう、1858年2月20日（安政5年1月7日）- 1925年（大正14年）6月29日）は、明治から大正期の実業家、政治家。衆議院議員（1期）。

## 経歴
大隅国囎唹郡福山郷福山村小廻（現・鹿児島県霧島市福山町福山）で生まれる。町田実有から漢学を学んだ。1876年（明治9年）福山小学校を卒業。1876年（明治9年）西南戦争で西郷軍に加わり、宮崎で官軍に捕らえられ細島に流罪となった。その後赦免されて帰郷し、1882年（明治15年）鹿児島師範学校を卒業。福山小学校の教師を務め、1885年（明治18年）同郷で当時石川県庁勤務の川上親晴の推薦で能登半島の小学校長に就任。1年ほどで辞職して、奈良県五条の看守長、大阪地方裁判所書記などを歴任。
その後、実業界に転じ、船舶、織物、醸造業などを経営。1894年（明治27年）大阪の豪商・福永正七経営の福永商店に入店。その後、独立して海運業を営み、日露戦争、第一次世界大戦の需要で成長した。その他、海外貿易専務取締役、日本海上運送火災保険営業部長兼会計部長、神戸海上運送火災保険常務取締役、共同漁業取締役、南隅軽便鉄道（のち大隅鉄道）取締役、播磨造船（現IHI）監査役、日本船主同盟会理事なども務めた。
立憲政友会の硬い地盤であった鹿児島県で、1915年（大正4年）3月の第12回衆議院議員総選挙で鹿児島県大島選挙区から無所属で出馬した。政友会鹿児島県支部からの圧力もあったが当選し、その後、公友倶楽部、公正会に所属し衆議院議員に1期在任した。退任後は大阪市会議員となっていたが、八幡製鉄所長官だった押川則吉に贈賄したとして1918年（大正7年）、有罪となる。これにより勲四等瑞宝章を褫奪された。以後、実業界での活動に専念した。
また、郷里への報恩のため私立福山中学校（現鹿児島県立福山高等学校）を設立して子弟の育英に務めた。

## 親族
- 養子 田中省吾（警察官僚、福山町長）[6] - 長女・まつ江の婿。鹿児島県人広瀬嘉吉の次男[12]。